# Tió de Nadal (tradicions europees)
|  | Aquest article tracta sobre les diferents tradicions nadalenques arreu d'Europa que giren al voltant d'un tronc. Si cerqueu la tradició catalana, vegeu «Tió de Nadal». |

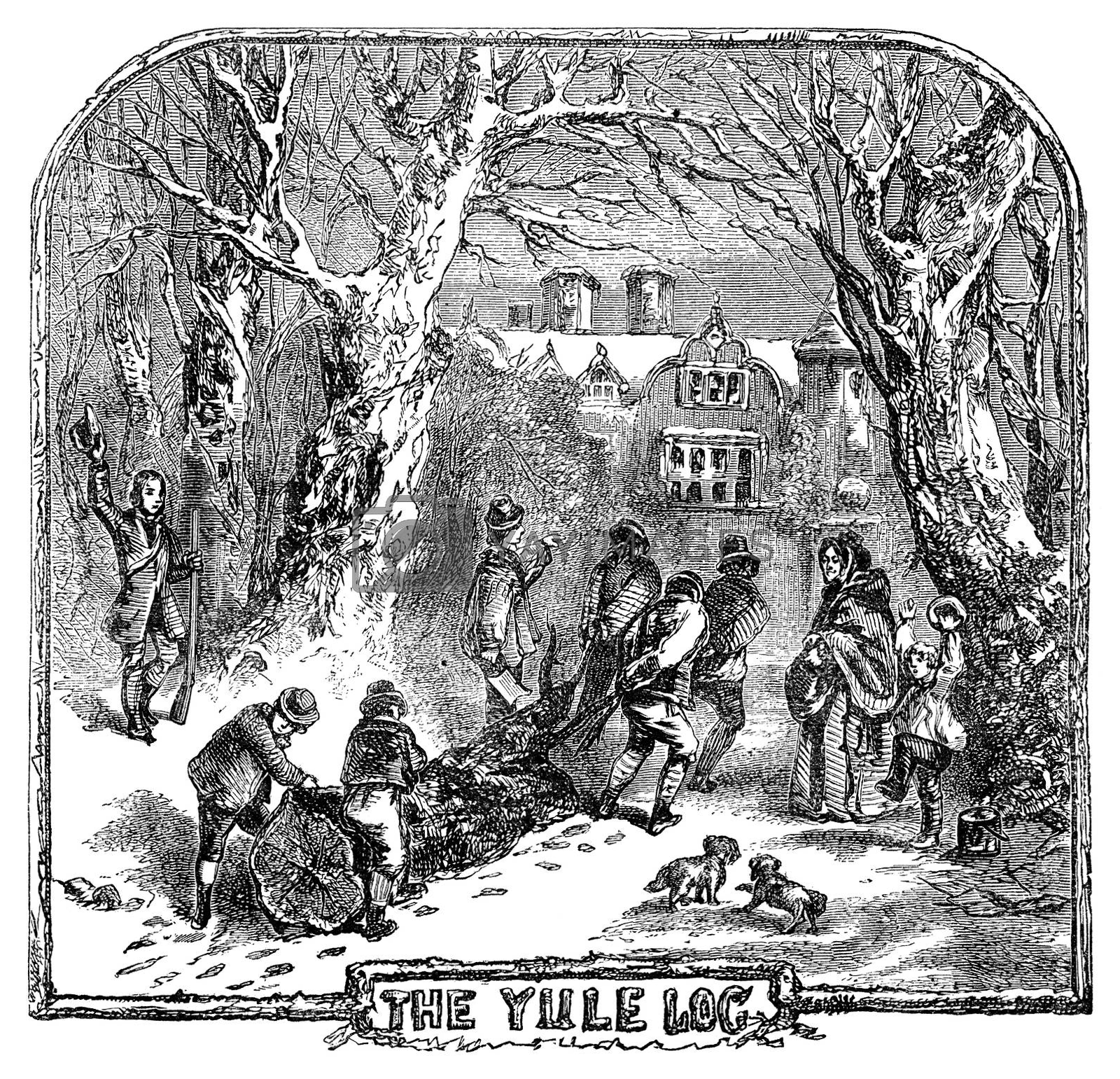
Una il·lustració de persones recollint un tronc de Nadal («Yule log») de Chambers Book of Days (1832)

Arreu d'Europa hi ha tradicions hivernals o nadalenques on un tió (tros de tronc tallat per a cremar) és especialment seleccionat i cremat en una llar. L'origen del costum popular no és del tot clar, però podria derivar en última instància de la religió protoindoeuropea, ja que tradicions similars s'han registrat en el paganisme celta, germànic, bàltic i eslau, entre d'altres.

La folklorista nord-americana Linda Watts ofereix la següent visió general del costum anglès «Yule log»:
El costum familiar de cremar el «Yule log» es remunta a celebracions anteriors del solstici i a la tradició de les fogueres. La pràctica nadalenca demana cremar una part del tió cada vespre fins a la Nit de Reis (6 de gener). Posteriorment, el tió es col·loca sota el llit per a tenir sort, i especialment per protegir-se de les amenaces domèstiques dels llamps i, amb certa ironia, del foc. Molta gent té creences basades en el tió a mesura que es crema, i comptant les espurnes i tal, cerquen discernir la seva sort per a l'any nou i més enllà.
A finals del segles XIX aquestes tradicions van anar decaient a tot Europa, sobretot a les ciutats, per culpa de les calefaccions modernes.
A Catalunya però, la tradició del Tió de Nadal va ressorgir i s'ha convertit en un signe d'identitat.

## Variacions regionals

### Anglaterra
La primera menció anglesa d'un tió cremat al voltant de Nadal prové de la col·lecció de poesia de Robert Herrick de 1648 on s'anomena "Christmas log". No es coneix com a «Yule log» fins al treball de John Aubrey de 1686. Abans d'aquest segle, no hi ha hagut cap evidència de «Yule logs» i molt menys proves que es puguin remuntar a les Festes de Jul.
Els estudiosos han observat similituds entre el «Yule log» i el costum popular del fagot de cendra, registrat únicament al West Country d'Anglaterra. Enregistrat per primera vegada a principis del segle XIX, el fagot de cendres es crema la vigília de Nadal, s'associa a una varietat de creences populars i està "fet de pals de cendra més petits lligats en un fagot amb tires d'avellana, vímet o esbarzer". GR Wiley observa que el fagot de cendra es pot haver desenvolupat a partir del «Yule log».
El terme «Yule log» no és l'únic terme utilitzat per referir-se al costum. Se l'anomenava comunament «Yule Clog» al nord-est d'Anglaterra, i també s'anomenava «Yule Block» a Midlands i West Country i «Gule Block» a Lincolnshire. A Cornualla, es va trobar el terme «Stock of the Mock».

### Gal·les
A Gal·les es diu Boncyff Nadolig o Blocyn y Gwyliau.

### Escòcia
A Escòcia es diu Yeel Carline (la vella muller de Nadal).

### Irlanda

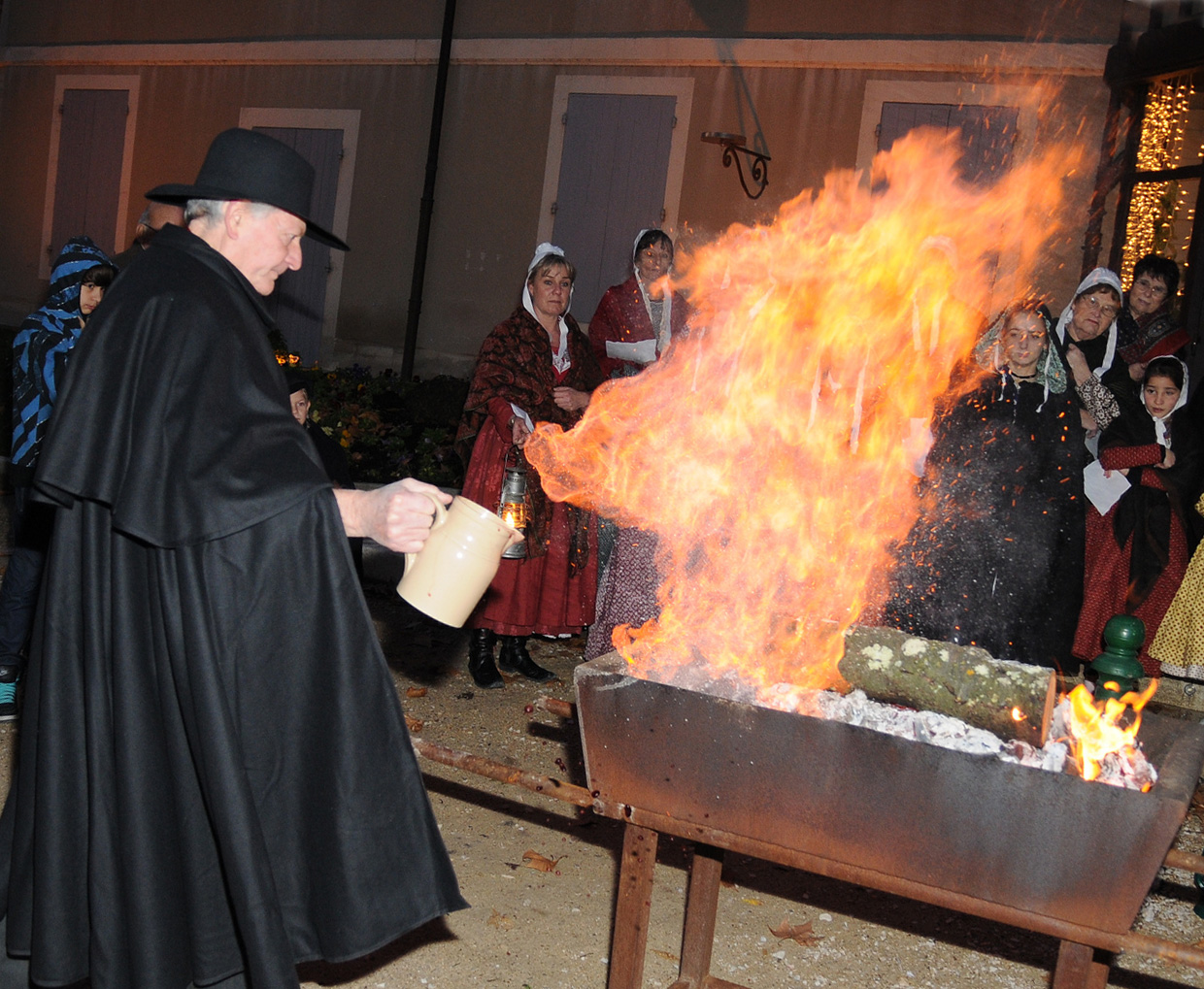
Celebracions de Cacho fio Noël a Beaumes-de-Venise.

A Irlanda es diu Bloc na Nollag.

### Alemanya
A Alemanya, on s'anomena Christklotz, Christbrand, Christblock, Julklotz o Julblock era costum, sobretot a Hesse i Westfàlia, cremar el tronc lentament i després retirar-lo i tornar-lo a llençar al foc com a protecció dels llamps.

### França
El costum de cremar un tió de Nadal durant una o més nits a partir de la nit de Nadal també estava molt estès a França, on el terme habitual és bûche de noël .
Això pot derivar d'un costum que obligava als pagesos a portar un tronc al seu senyor. A Borgonya, els presents estarien amagats sota el tronc. S'oferien oracions quan el tronc s'encenia a Bretanya i a la Provença, on el costum encara s'observa àmpliament i s'anomena cacho fio (benedicció del tronc): el tronc, o branca d'un arbre fruiter, es desfila primer tres vegades al voltant. la casa per l'avi de la família, després beneïda amb vi; sovint s'encén juntament amb les cendres guardades del tió de l'any anterior. Altres noms regionals inclouen cosse de Nau a Berry, mouchon de Nau a Angoumois, chuquet a Normandia, souche a l'Illa de França i tréfouiau a la Vendée. El costum fa temps que ha estat substituït per menjar un pastís en forma de tronc, també anomenat Bûche de Noël.

### Portugal
A Portugal, els Madeiros de Natal són grans fogueres que s'encenen al centre del poble, a la plaça major o al cementiri la nit de Nadal.
Les restes del tronc es conserven ja que es creu que eviten danys causats habitualment per les tempestes.

### Galícia
Els gallecs també tenen la seva variant local d'aquesta tradició coneguda com a tizón de Nadal o cepo de Nadal.

### Astúries
A Astúries el Nataliegu crema des del 24 de desembre fins a l'any nou a la llar de foc de moltes cases i deixa bollos dolços per als nens. Llavors les seves cendres, a les que se'ls atribueix poders curatius i protectors per a la llar, s'escampen per la casa, els estables i altres estances.

### País Basc
Al País Basc el Subilaro-egur crema fins a finals d'any. El tió dona vida als bons desitjos, crema malediccions, prevé malalties i assegura bones collites.
També s'anomena eguberri, gabon, gabonzuzi, gabon-subil, gabon-mukur, olentzero-enbor, onontzoro-mokor, suklaro-egur, sukubela o porrondoko .
L'Olentzero és una personificació moderna del tronc antic.

### Alt Aragó
A l'Alt Aragó es diu tizón de Nadal. Els nens de la casa són els encarregats de dir frases boniques, benediccions i rituals (tot i que en alguns llocs la benedicció la fa el més gran o propietari de la casa). De vegades, la benedicció es fa després d'omplir el registre amb una mica de vi mentre es diu la benedicció.
A les zones orientals en contacte amb Catalunya, el ritual té una part més lúdica, quan els nens de la casa peguen el tronc perquè "cagui" els regals, que solen ser gelees, caramels, fruits secs i altres coses per menjar o jugar.

### Catalunya
Els catalans tenen una tradició semblant, on el Tió de Nadal és un tronc màgic "alimentat" abans de Nadal. Els nens cobreixen el tió amb una manta i el peguen amb pals mentre canten perquè el tió defequi caramels de torró i petits obsequis.

### Mallorca
A Mallorca es documenta la presència del Tió de Nadal en la pagesia de final del segle xix i començament del xx, però no es descriu una tradició en la qual el Tió és un ésser animat que duu presents als infants, sinó simplement un tronc molt gros (un «tió») anomenat Nadaler que crema durant tota la nit de Nadal i que simbolitza l'escalfor de la llar i els membres de la família i el naixement de Jesucrist.

### Occitània
A Occitània el cachafuòc o soc de Nadal també és un dels elements tradicionals que acompanyen i alegren el Nadal.

### Toscana
A la Toscana, especialment a la Val di Chiana (província d'Arezzo), era costum cantar una pregària durant la "cerimonia del ceppo" (cerimònia de tronc). Més tard, els nens amb els ulls embenats, havien de colpejar el tronc, mentre la resta de la família cantava una cançó particular, anomenada "Ave Maria del Ceppo" i eren recompensats amb dolços i altres regals

### Llombardia
A Llombardia, el cap de família solia empolvorar el ginebre sobre el tronc i posar-hi monedes mentre recitava una pregària en nom de la Trinitat. Aleshores, es bevia vi a voluntat i el cap de família tirava el vi sobrant al tronc; també era costum, durant la cerimònia del tronc, tallar tres panettones i guardar-ne un tros amb finalitats curatives durant tot l'any següent.

### Montenegro
A Montenegro, era costum posar un tros de pa al tronc i, semblant al costum llombard, ruixar-lo amb vi.

### Baltia
Els bàltics també tenen un ritual similar anomenat "estirar troncs" (letó: bluķa vilkšana; lituà: blukio vilkimo) on la gent d'un poble arrossegava un tronc (letó: bluķis; lituà: blukis) o una soca d'arbre pel poble al solstici d'hivern i després al final cremar-la.

### Balcans
Els serbis tenen una tradició semblant en què es crema un tió de roure.

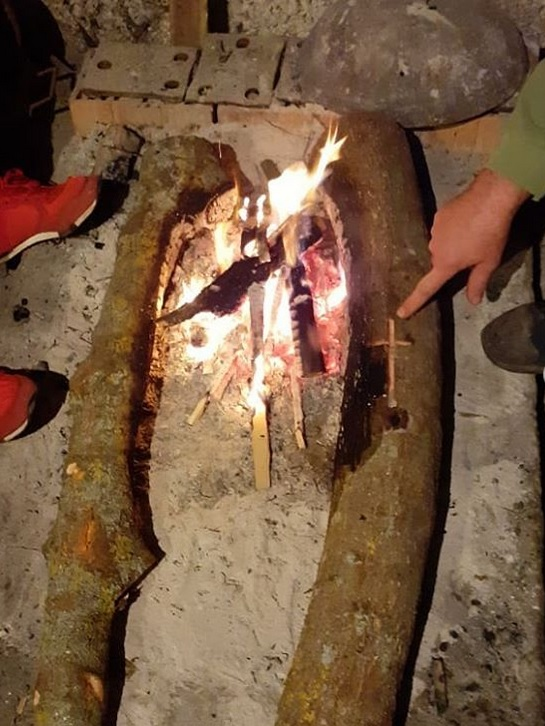
Tions de Badnjak cremant a la llar, Nit de Nadal a Dalmàcia.

Es poden dur a terme diferents costums relacionats amb el Badnjak, com ara untar-lo amb sang d'au o de cabra i les cendres es poden "escampar als camps o al jardí per promoure la fertilitat la nit de Cap d'Any".

### Grècia
A Grècia, es creia que el tió de Nadal allunyava de casa els kallikantzaroi, els monstres malvats del folklore local.